# San Francisco metróállomás
San Francisco metróállomás Spanyolország fővárosában, Madridban a madridi metró 11-es vonalán. Tulajdonosa és üzemeltetője a Consorcio Regional de Transportes de Madrid.

## Metróvonalak
Az állomást az alábbi metróvonalak érintik:
- 11-es metróvonal

## Kapcsolódó állomások
A metróállomáshoz az alábbi állomások vannak a legközelebb:
- Carabanchel Alto (La Fortuna, 11-es metróvonal)
- Pan Bendito (Plaza Elíptica, 11-es metróvonal)